# Disturbo specifico della compitazione
Con disturbo specifico della compitazione in campo medico, si identifica uno dei più comuni Disturbi specifici di apprendimento (D.S.A.) indicato dall'Organizzazione mondiale della sanità con la sigla F81.1.
Esso consiste in una difficoltà nel suddividere in sillabe le parole, di solito associata a problemi di disgrafia ma non fonetici.
Secondo l'Organizzazione mondiale della sanità, «la principale caratteristica è un disturbo specifico e significativo nello sviluppo delle abilità di compitazione in assenza di una storia di disturbi  specifici della lettura, non è dovuto unicamente ad un'età mentale immatura, a problemi di vista o inadeguato livello scolastico. Sono interessate entrambe le abilità di pronunciare e di scrivere correttamente le parole».